# Dům dědiců Svátkových
Dům dědiců Svátkových (též dům na náměstí Republiky čp. 229 nebo dům na náměstí Republiky 15) je secesní městský dům s prvky moderny, umístěný při vyústění Zbrojnické ulice na náměstí Republiky v Plzni.

## Historie
Dům vznikl na místě dvou původních domů čp. 109 a 110. Dům čp. 109 byl před rokem 1807 přebudován na dvoupatrovou stavbu a v roce 1844, když dům koupili manželé Tuschnerovi, byl propojen se sousedícím domem čp. 110 v jeden objekt. Současnou podobu získal dům v letech 1909–11, kdy prošla celá stavba významnou rekonstrukcí, jejíž architektonický návrh zpracoval Alois Dryák, stavitelem byl J. Špalek a investory manželé Svátkovi. První dvě podlaží domu byla určena pro pobočku Živnostenské banky.
V roce 1991 byl objekt prohlášen kulturní památkou.

## Majitelé
Kromě Josefa a Josefy Tuschnerových byli vlastníky domu také zlatník Jiřík (v 16. století), Vlach Marian Botule, Jan Arnošt Štoc, Jan Adam Sammer nebo Ignác Muerzinski z Polné.

## Architektura
Rozlehlý nárožní dům je čtyřpatrový, fasáda do náměstí je pětiosá a do Zbrojnické ulice osmiosá. Nápadnými prvky fasády orientované do náměstí jsou dva postranní ploché třípatrové arkýře završené balkónky a ve druhém patře pak široký balkón s kovaným secesním zábradlím. Tato fasáda je završena štítem tvaru trojlistu. Fasádu orientovanou směrem do ulice zdobí dva ploché dvoupatrové arkýře završené plechovými stříškami, v této fasádě ale zaujme zejména v blízkosti nároží umístěný keramický reliéf Čtvero ročních počasí od akademického sochaře Josefa Drahoňovského. Fasáda je doplněna dalšími drobnými reliéfy (např. nad hlavním vstupem), a to od Otokara Waltera.
Obklad kamennými deskami v přízemí je novodobý.